# FC Verrewinkel
FC Verrewinkel was een Belgische voetbalclub uit Ukkel. De club sloot in juli 1961 aan bij de KBVB met stamnummer 6455.
In 1996 fuseerde de club met KFC Rhodienne. De fusieclub ging verder onder het stamnummer van die club als KFC Rhodienne-Verrewinkel.

## Geschiedenis
FC Verrewinkel sloot in 1961 aan bij de KBVB. De eerste jaren speelde de club in rood, geel en zwart, maar die kleuren werden in 1977 gewijzigd naar wit en blauw.
Na twee seizoenen in Derde Provinciale, belandde de club in 1963 bij de invoering van die reeks in Brabant in Vierde Provinciale, in 1970 mocht men terug naar Derde Provinciale.
In 1973 werd FC Verrewinkel kampioen in Derde Provinciale C met liefst 14 punten voorsprong op vice-kampioen Huizingen en zonder nederlaag.
De club kende in deze periode zijn sportieve hoogtepunt en na drie seizoenen met eervolle klasseringen in Tweede Provinciale, werd FC Verrewinkel in 1977 kampioen en mocht voor het eerst in zijn geschiedenis naar de hoogste provinciale reeks.
Eerste Provinciale bleek te hoog gegrepen en na een moeilijk seizoen eindigde de club helemaal onderin en moest terug naar Tweede Provinciale.
In het eerste seizoen daar werd nog een derde plaats behaald, maar de club was op de terugweg en in 1984 betekende een zestiende en laatste plaats degradatie naar Derde Provinciale.
Vijf matige seizoenen in Derde Provinciale volgden en in 1989 belandde FC Verrewinkel voor het eerst in twintig jaar in de onderste provinciale reeks.
In 1990 werd de promotie gemist, maar een jaar later mocht de titel wel worden gevierd.
Men had weer de wind in de zeilen en na een derde plaats in 1992 behaalde FC Verrewinkel in 1993 de titel in Derde Provinciale C.
FC Verrewinkel speelde nog drie seizoenen in Tweede Provinciale en fuseerde dan met KFC Rhodienne, het eigen stamnummer verdween. Fusieclub KFC Rhodienne-Verrewinkel ging door onder het stamnummer van Rhodienne.